# Ambanja
Ambanja je grad na sjeverozapadu Madagaskara od 29 980 stanovnika u Provinciji Antsiranana i Regiji Diana, administrativni centar istoimenog Distinkta Ambanja, koji se nalazi 233 km južno od provincijskog središta Antsiranane. U gradu živi najviše pripadnika malgaškog naroda Sakalava.

## Povijest
Ambanja se kao gradsko naselje počelo formirati početkom 19. st. kad su se u okolici počele osnivati velike plantaže. Od septembra 1848. u gradu djeluje katolička misija, a od 1955. grad je biskupsko sjedište.

## Zemljopisne i klimatske karakteristike
Ambanja leži s desne strane rijeke Sumbiruno na početku njegove delte u Mozambički kanal, 15 km od mora. Grad leži u plodnoj dolini rijeke, okružen velikim plantažama kakaovca.
Ambanja ima vruću tropsku klimu.

## Transport i privreda
Ambanja je udaljena oko 865 km od glavnog grada Antananarivo, s kojim je povezana nacionalnom cestom br. 7, i s Antsirananom nacionalnom cestom br. 6.
Grad ima i mali Aerodrom Ambanja (IATA: IVA ICAO: FMNJ)
Ambanja je poznata kao centar proizvodnje kakaovca - koji se masovno sadi uz dolinu rijeke Sumbiruno, - od kojeg se pravi crna čololada Sambirano. Većina njegovih stanovnika bavi se proizvodnjom ili preradom kakaovca i nešto malo ribarstvom. Grad ima par hotela, banaka i restorana, bolnicu i srednju školu.
U okolici grada na poluotoku Ambato, nalazi se sveto mjesto naroda Sakalava - Nosi Fali, u kojem oni slave historiju svog naroda., na obali nalazi se ljetovalište Ankifi, s lijepom plažom i hotelima.

## Vanjske poveznice
- O gradu Ambanji na portalu normada (fr.)